# Osvaldo Vargas
Osvaldo Dionisio Vargas (Papudo, 9 oktober 1957) is een voormalig profvoetballer uit Chili, die gedurende zijn carrière speelde als centrale verdediger. Hij kwam onder meer uit voor de in 1991 opgeheven Ecuadoraanse club CD Filanbanco. Daar beëindigde hij zijn carrière in 1989.

## Interlandcarrière
Vargas speelde drie officiële interlands voor Chili, en scoorde één keer voor de nationale ploeg in de periode 1980-1981. Hij maakte zijn debuut in de vriendschappelijke uitwedstrijd tegen Uruguay (0-0) op 20 augustus 1980. In het daaropvolgende duel, op 18 september tegen Argentinië (2-2), maakte hij het eerste Chileense doelpunt. Het tweede Chileense doelpunt kwam op naam van Sandrino Castec.